# ECE Projektmanagement
ECE Projektmanagement G.m.b.H. & Co. KG è una società tedesca con sede ad Amburgo, che sviluppa, implementa, affitta e gestisce centri commerciali. La società è di proprietà di CURA Vermögensverwaltung, la holding della famiglia Otto.